# Marinerprogramma

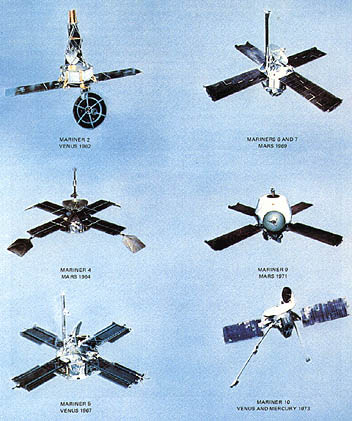
Mariner 2 linksboven, Mariner 4 linksmidden, Mariner 5 linksonder, Mariner 6 en Mariner 7 rechtsboven, Mariner 9 rechtsmidden en Mariner 10 rechtsonder

Het Amerikaanse Mariner-programma, een ruimtevaartprogramma met onbemande sondes, had tot doel het verkennen van de planeten Mars, Venus en Mercurius. Missies van het Marinerprogramma hebben een aantal baanbrekende opdrachten uitgevoerd zoals: eerste vlucht langs een andere planeet, eerste sonde om een andere planeet dan de aarde en het verhogen van de snelheid door gebruikmaking van gravitatiekracht bij het passeren van planeten, de zogeheten zwaartekrachtsslinger.
Hoewel in dit programma aanvankelijk 12 missies gepland waren, werden er uiteindelijk 10 uitgevoerd. De reden hiervoor was de zeldzaam voorkomende onderlinge positie van de vier grote buitenplaneten eind jaren ’70 en jaren ’80. Deze unieke gelegenheid wilde men niet onbenut laten en de al gebouwde Mariner 11 en Mariner 12 konden worden ingezet als Voyager 1 en Voyager 2 in het Voyagerprogramma.
| Missie     | Lancering        | Doel                            | Resultaat |
| ---------- | ---------------- | ------------------------------- | --------- |
| Mariner 1  | 22 juli 1962     | Vlucht langs Venus              | Mislukt   |
| Mariner 2  | 27 augustus 1962 | Vlucht langs Venus              | Succesvol |
| Mariner 3  | 5 november 1964  | Vlucht langs Mars               | Mislukt   |
| Mariner 4  | 28 november 1964 | Vlucht langs Mars               | Succesvol |
| Mariner 5  | 14 juni 1967     | Vlucht langs Venus              | Succesvol |
| Mariner 6  | 25 februari 1969 | Vlucht langs Mars               | Succesvol |
| Mariner 7  | 27 maart 1969    | Vlucht langs Mars               | Succesvol |
| Mariner 8  | 8 mei 1971       | Baan om Mars                    | Mislukt   |
| Mariner 9  | 30 mei 1971      | Baan om Mars                    | Succesvol |
| Mariner 10 | 3 november 1973  | Vlucht langs Venus en Mercurius | Succesvol |

Mariner 1 · Mariner 2 · Mariner 3 · Mariner 4 · Mariner 5 · Mariner 6 · Mariner 7 · Mariner 8 · Mariner 9 · Mariner 10